# بخش نارنجستان
بخش نارنجستان یکی از بخش‌های شهرستان سوادکوه شمالی در استان مازندران ایران است.

## جمعیت
براساس سرشماری مرکز آمار ایران در سال ۱۳۹۵، جمعیت بخش نارنجستان ۷۰۱۶ نفر بوده‌است.

## تقسیمات کشوری
بخش نارنجستان از دو دهستان تشکیل شده‌است:
- دهستان چایباغ
- دهستان هتکه